# El-Moatasem Salem
El-Moatasem Salem (ur. 2 września 1980) – piłkarz egipski grający na pozycji środkowego obrońcy.

## Kariera klubowa
Salem jest wychowankiem klubu Goldy Fayoom. W 2000 roku zadebiutował w jego barwach w drugiej lidze egipskiej. W 2001 roku awansował z nim do pierwszej ligi. W Goldy Fayoom grał do 2004 roku. Kolejnym klubem w karierze Salema został Ismaily SC z miasta Ismailia, w którym stał się podstawowym zawodnikiem. Następnie grał w Smouha SC i El Mokawloon SC. W 2015 przeszedł do Petrojet FC. W sezonie 2016/2017 grał w El Sharkia SC, a w sezonie 2017/2018 w El Qanah FC.

## Kariera reprezentacyjna
W reprezentacji Egiptu Salem zadebiutował 31 marca 2004 roku w wygranym 2:1 towarzyskim spotkaniu z Trynidadem i Tobago. W 2010 roku został powołany przez Hassana Shehatę do kadry na Puchar Narodów Afryki 2010.